# ماكس بكمان
ماكس بيكمان (بالألمانية: Max Beckmann)‏ (12 فبراير 1884م - 27 ديسمبر 1950م) رسامٌ ومصمم وخطاطٌ ونحاتٌ وكاتبٌ ألماني. بالرغم من أنه مصنف كفنان تعبيري، فقد رفض كلًا من المصطلح والحركة. في عشرينيات القرن العشرين، ارتبط بالموضوعية الجديدة (نيو  ساجلجكيت)، وهي ثمرة من التعبيرية التي عارضت انفعاليتها الانطوائية.

## حياته
ولد ماكس بيكمان في عائلة من الطبقة المتوسطة في لايبزيغ، ساكسونيا. من شبابه حرض نفسه ضد الأساتذة القدامى. تزامنت تجاربه المؤلمة في الحرب العالمية الأولى، التي تطوع فيها كمنظم طبي، مع تحول دراماتيكي في أسلوبه من تصوير صحيح أكاديميًا إلى تشويه الشكل والفضاء، ما عكس رؤيته المتغيرة لنفسه وللإنسانية.
يُعرف بالصور الذاتية التي رسمها طوال حياته، ولا ينافسها في عددها وكثافتها إلا تلك التي رسمت من قبل رإمبرانت وبيكاسو. بالإضافة إلى قراءته للفلسفة والأدب جيدًا، فقد تأمل بيكمان الروحانية والتصوف بحثًا عن «الذات». بصفته رسامًا مفكرًا حقيقيًا، سعى للعثور على البعد الروحي الخفي في مواضيعه (تقدم «لاترز تو أ ومان بينتر» لبيكمان عام 1948م بيانًا عن منهجه في الفن).
تمتع بيكمان بنجاح كبير وتكريم رسمي خلال جمهورية فايمار. في عام 1925م اختير لتدريس فصل دراسي في أكاديمية ستادلسكول للفنون الجميلة في فرانكفورت. وكان من بين أشهر طلابه ثيو غارف وليو ميليه وماري لويز فون موتيزيزكي. في عام 1927م حصل على جائزة الإمبراطورية الفخرية للفن الألماني والميدالية الذهبية لمدينة دوسلدورف؛ حصل المتحف الوطني في برلين على لوحته ذَا بارك، وفي عام 1928م، اشترى صورته الذاتية في توكسيدو. بحلول أوائل الثلاثينيات من القرن العشرين، أظهرت سلسلة من المعارض الرئيسية، بما في ذلك استعادات كبيرة في ستادتسك  كونسذالا مانهيم  (1928م) وفي بازل وزيورخ (1930م)، جنبًا إلى جنب مع العديد من المنشورات، التقدير الكبير الذي يمتلكه بيكمان.
تغيرت ثرواته مع صعود أدولف هتلر إلى السلطة، الذي أدى كرهه للفن الحديث بسرعة إلى قمعه من قبل الدولة. في عام 1933م، نعتت الحكومة النازية بيكمان بأنه «بلشفي ثقافي»، وطردته من منصبه التدريسي في مدرسة الفنون في فرانكفورت. في عام 1937م صادرت الحكومة أكثر من 500 من أعماله من المتاحف الألمانية، وعرضت العديد منها في معرض الفن المنحط سيئ السمعة في ميونيخ. في اليوم التالي لخطاب هتلر الإذاعي حول الفن المنحط في عام 1937م، غادر بيكمان ألمانيا مع زوجته الثانية، كابي، إلى هولندا.
عاش بيكمان لمدة عشر سنوات في منفى اختياري في أمستردام، وفشل في محاولاته اليائسة للحصول على تأشيرة للولايات المتحدة. في عام 1944م، حاول الألمان تجنيده في الجيش، على الرغم من أن الفنان البالغ من العمر ستين عامًا تعرض لنوبة قلبية. كانت الأعمال المنجزة في مرسمه في أمستردام أقوى وأكثر قوة من تلك التي أنجزها في سنواته الرئيسية في فرانكفورت. تضمنت أعماله هذه عدة لوحات ثلاثية كبيرة، والتي تمثل تلخيصًا لفن بيكمان.
في عام 1948م، انتقل بيكمان إلى الولايات المتحدة. خلال السنوات الثلاث الأخيرة من حياته، قام بالتدريس في كليات الفنون بجامعة واشنطن في سانت لويس (مع الرسام والمصمم الأمريكيّ الألمانيّ فيرنر دروز) ومتحف بروكلين. جاء إلى سانت لويس بدعوة من بيري ت. راثبون، الذي كان مدير متحف سانت لويس للفنون. رتب راثبون لجامعة واشنطن في سانت لويس أمور توظيف بيكمان كمدرس للفنون، وملأ مكاناً شاغراً تركه فيليب جوستون، الذي كان قد حصل على إجازة. أُجريَ أول عرض لبيكمان في الولايات المتحدة في عام 1948م في متحف سيتي للفنون في سانت لويس. في سانت لويس، أصبح مورتون دي ماي راعيًا له، وهو بالفعل مصور ورسام هاوٍ متعطش، وطالب لدى الفنان. تبرعت ماي في وقت لاحق بالكثير من مجموعته الكبيرة من أعمال بيكمان إلى متحف سانت لويس للفنون. كما ساعده بيكمان على تعلم تقدير الفن الأوقيانوسي والأفريقي. بعد توقفه في دنفر وشيكاغو، أخذ هو وكوابي شقة في ويست 38 الشارع التاسع والستون في مانهاتن. في عام 1949م حصل على درجة أستاذ في مدرسة الفنون في متحف بروكلين في نيويورك.
عانى من الذبحة الصدرية وتوفي بعد عيد الميلاد عام 1950م، وأصيب بنوبة قلبية في زاوية شارع 69 وسنترال بارك ويست في نيويورك، وليس بعيدًا عن مبنى شقته. كما تذكر أرملة الفنان، كان في طريقه لرؤية إحدى لوحاته في متحف المتروبوليتان للفنون. كان لدى بيكمان عرض فردي في بينالي البندقية عام 1950م، العام الذي توفي به.

## المواضيع
على عكس العديد من معاصريه الطليعيين، رفض بيكمان الرسم غير التمثيلي؛ بدلاً من ذلك، قام بتطوير تقليد الرسم التصويري وطور تقاليده. كان معجبًا للغاية ليس فقط بسيزان وفان خوخ، بل وأيضًا ببليك ورإمبرانت وروبنس، بالإضافة إلى الفنانين الأوروبيين الشماليين في أواخر العصور الوسطى وأوائل عصر النهضة، مثل بوس وبروخل وماتياس غرونيفالت. إنّ أسلوبه وطريقته في التكوين متجذرين جزئيًا في صور الزجاج الملون في العصور الوسطى.
من خلال الانخراط في أنواع الصور الشخصية، والمناظر الطبيعية، والحياة الساكنة، ورسومات التاريخ، خلقت مجموعة أعماله المتنوعة نسخة شخصية للغاية ولكنها أصيلة من الحداثة، واحدة مع مراعاة صحية للأشكال التقليدية. أعاد بيكمان ابتكار ثلاثية الأديان ووسّع هذا النموذج الأصلي للرسم في العصور الوسطى ليصبح رمزًا للبشرية المعاصرة.
من بداياته في نهاية القرن إلى الفترة التي تلت الحرب العالمية الثانية، عكس بيكمان حقبة من التغييرات الجذرية في كل من الفن والتاريخ في عمله. تعبر العديد من لوحات بيكمان عن معاناة أوروبا في النصف الأول من القرن العشرين. تشير بعض صوره إلى بريق ثقافة الملاهي في جمهورية فايمار، ولكن من الثلاثينيات فصاعدًا، غالبًا ما احتوت أعماله على إشارات أسطورية إلى وحشية النازيين. بعيدًا عن هذه المخاوف الفورية، حملت مواضيعه ورموزه معنى أكبر، معبراً عن مواضيع عالمية للإرهاب والفداء وأسرار الخلود والمصير.
تظهر صورته الذاتية مع القرن (1938م)، التي رسمت خلال منفاه في أمستردام، استخدامه للرموز. ظهرت العديد من اللوحات الموسيقية في العديد من لوحاته. في هذه الحالة، قرن يحمله الفنان كما لو كان تلسكوبًا ينوي استكشاف الظلام المحيط به. يؤكد الإطار الضيق للشكل داخل حدود اللوحة على انحشاره. تصف مؤرخة الفن كورنيليا ستابنو اللوحة بأنها «الأكثر حزنًا، ولكن أيضًا الأكثر غموضًا، من صوره الذاتية».

## الإرث
تُعرض العديد من لوحات بيكمان المتأخرة في المتاحف الأمريكية. كان له تأثير عميق على الرسامين الأمريكيين مثل فيليب جوستون وناثان أوليفيرا. ربما عانت سمعته بعد وفاته من مساره الفني الفردي. مثل أوسكار كوكوشكا، يتحدى التصنيف المريح الذي يوفر موضوعات للنقاد ومؤرخي الفن والقيمين. بخلاف معرض استعادي كبير في متحف نيويورك للفن الحديث، ومتحف بوسطن للفنون الجميلة ومعهد شيكاغو للفنون في 1964-1965 (مع كتالوج ممتاز من بيتر سيلز)، وعرض موما البارز لمغادرة ثلاثية، كان عمله يُرى قليلاً في معظم الولايات المتحدة منذ عقود. تميز عامه المئوي عام 1984م في منطقة نيويورك فقط بمعرض متواضع في متحف الفن في ضواحي مقاطعة ناسو. يحمل متحف سانت لويس للفنون أكبر مجموعة عامة من لوحات بيكمان في العالم وقد عقد معرضًا رئيسيًا لعمله في عام 1998م.
منذ أواخر القرن العشرين، اكتسب عمل بيكمان سمعة دولية متزايدة. كانت هناك معارض في متحف الفن الحديث (1995) ومتحف غوغنهايم (1996) في نيويورك، والمتاحف الرئيسية في روما (1996)، وفالنسيا (1996)، ومدريد (1997)، وزيوريخ (1998) وميونيخ (2000) وفرانكفورت (2006) وأمستردام (2007). في إسبانيا وإيطاليا، كان عمل بيكمان متاحًا لعامة الجمهور للمرة الأولى. عُرض عمل بيكمان بأثر رجعي كبير في مركز بومبيدو في باريس (2002) وتيت مودرن في لندن (2003). في عام 2011، خصصت ستاديل في فرانكفورت غرفة كاملة للفنان في معرضه الدائم المجهز حديثًا للفن الحديث.
في عام 1996م، نشر بايبر، الناشر الألماني لبيكمان، المجلد الثالث والأخير من رسائل الفنان، الذي صُنف ذكاؤه ورؤيته فيه بين أقوى الكتاب في اللغة الألمانية. مقالاته ومسرحياته وقبل كل شيء مذكراته هي وثائق تاريخية فريدة من نوعها. أُصدرت مجموعة مختارة من كتابات بيكمان في الولايات المتحدة من قبل مطبعة جامعة شيكاغو في عام 1996.
في عام 2003م، نشر الروائي الباريسي ومؤرخ الفن ستيفان ريميرتز سيرة ماكس بيكمان. تقدم سيرته العديد من الصور والمصادر لأول مرة. تكشف السيرة الذاتية عن تأملات بيكمان للكتاب والفلاسفة مثل دوستويفسكي، شوبنهاور، نيتشه، وفاغنر. لم يُترجم الكتاب بعد إلى اللغة الإنجليزية.
في عام 2015م، نشر متحف سانت لويس للفنون لماكس بيكمان في متحف سانت لويس للفنون: اللوحات، بواسطة لينيت روث. إنها نظرة شاملة على لوحات بيكمان في سلام، أكبر مجموعة منهم في العالم، وتضع كلًا من الفنان والأعمال في سياق أوسع.

## سوق الفن
على الرغم من أن بيكمان يعتبر أحد الشخصيات البارزة لفن القرن العشرين، إلا أنه لم يكن أبداً اسمًا مألوفًا، وقد جذبت أعماله في الغالب إلى سوق متخصص من هواة جمع الألمان والنمساويين. في عام 1921م، وقع بيكمان عقدًا حصريًا مع تاجر المطبوعات جي بي نيومان في برلين. في عام 1938م، كانت لديه أول معروضاته العديدة في معرض كورت فالنتين بوجولز، نيويورك. اليوم، تُباع لوحاته الكبيرة بشكل روتيني بأكثر من مليون دولار، بينما تحمل صوره الذاتية أعلى الأسعار بشكل عام. في عام 2001م، دفع رونالد لودر 22.5 مليون دولار في سوذبيز نيويورك مقابل صورة بيكمان الذاتية مع القرن (1938)، وعرضها في نيو غاليري في نيويورك. في عام 2017م، دفع مقدم عرض مجهول مبلغًا قياسيًا قدره 45.8 مليون دولار من أجل لوحة هولي دير فوجيل (جحيم الطيور) لبيكمان في كريستيز لندن. هذا أيضًا رقم قياسي عالمي جديد لعمل فني تعبيري ألماني.

## الأعمال المعاد اكتشافها
اكتُشفت العديد من الأعمال الهامة التي كتبها بيكمان في شقة ميونيخ في كورنيليوس غورليت في عام 2012م، وهي موضوع تدقيق مكثف من قبل الشرطة الألمانية ومؤرخي الفن لمصدرها وبيعها خلال الفترة النازية.